# Ilex berberidifolia
Ilex berberidifolia är en järneksväxtart som beskrevs av Standley. Ilex berberidifolia ingår i släktet järnekar, och familjen järneksväxter. Inga underarter finns listade i Catalogue of Life.